# Danijel Petrović
Danijel Petrović (serbisch-kyrillisch Данијел Петровић, * 27. November 1992 in Linz) ist ein serbisch-österreichischer Fußballspieler.

## Karriere
Petrović begann seine Karriere beim ATSV St. Martin bei Traun. 2003 wechselte er zum FC Pasching. Im Jänner 2012 wechselte er zum SK Vorwärts Steyr. Im Sommer wechselte er zur USK Anif. Im Jänner 2013 wechselte er zum SC Ritzing. Im Sommer wechselte er zum FC Blau-Weiß Linz. 2014 kehrte er nach Steyr zurück. 2015 wechselte er zum Profiverein SKN St. Pölten. Sein Profidebüt gab er am 9. Spieltag 2015/16 gegen den Floridsdorfer AC. Bei einem 3:0-Erfolg über den Floridsdorfer AC erhielt er am 12. April 2016 die schnellste rote Karte in der Geschichte des österreichischen Profifußballs, als er nach 19 gespielten Sekunden den gegnerischen Stürmer Maximilian Entrup am Trikot zog. 2016 konnte er mit dem SKN St. Pölten in die Bundesliga aufsteigen.
Nach 73 Erst- und Zweitligaeinsätzen für die Niederösterreicher verließ er den Verein nach der Saison 2019/20. Nach einem halben Jahr ohne Verein wechselte Petrović im Jänner 2021 zum viertklassigen ASKÖ Oedt.